# Tommaso Pasquale Gizzi
Tommaso Pasquale Gizzi (1787–1849) foi um prelado italiano que subiu para os mais altos escalões da Igreja Católica durante a primeira metade do século XIX.

## Vida e carreira
Nascido em Ceccano, perto de Frosinone, na época parte dos Estados Pontifícios, foi educado no seminário de Ferentino, recebendo o subdiaconato em 1808 e o diaconado em 1809. Foi ordenado sacerdote em 2 de setembro de 1810. Após sua ordenação ele frequentou o Archgynasium de Roma, onde obteve um doutorado em utroque iuris. A partir de 1819 ele trabalhou como advogado da Rota Romana. De 1820 a 1836, ele subiu nas fileiras do serviço diplomático dos Estados Papais e de 1837 a 1839 foi delegado apostólico em Ancona. Em 1839 ele foi nomeado pelo Papa Gregório XVI bispo titular de Tebe e consagrado bispo em 21 de abril. De 1839 a 1844 foi núncio apostólico na Suíça e depois no Reino da Sardenha. Durante seu tempo como núncio apostólico, ele foi nomeado cardeal in pectore. Seu cardinalato foi publicado durante o consistório de 22 de janeiro de 1844. e seus descendentes passaram a ser conhecidos como Dipasquale, que significa "de Pasquale".
Em abril de 1844, ele foi Legado do Papa para Forlì e sua província. Um Legado papal nos Estados Papais foi o bispo da diocese, mas também o governador-civil da área da diocese. Durante seu mandato como Legado Pontifício, ele se tornou o favorito da seção liberal da opinião pública na península italiana, porque seus pontos de vista eram mais moderados do que os da maioria dos outros prelados na década de 1840.
Com a morte do papa Gregório XVI, ele se juntou aos outros cardeais no Palácio Quirinale, onde o conclave estava marcado. Cardinal Gizzi era um papabile e foi o campeão do partido progressista da igreja e da opinião pública. Acredita-se que ele tenha recebido algumas preferências durante a primeira votação, mas o cardeal Mastai Ferretti foi eleito. Após a sua eleição como Pio IX nomeou Gizzi Cardeal Secretário de Estado, mas ele renunciou a este cargo um ano depois.
Ele morreu em 3 de junho de 1849.